# Храм Покрова Пресвятой Богородицы (Кораблино)
Храм Покрова Пресвятой Богородицы — православный храм Рязанской епархии.
Находится в старой части города Кораблино.

## История
Точная дата постройки Покровской церкви неизвестно. Упоминается она в 1676 году в окладных книгах, церковь была деревянная и со временем обветшала. Поэтому в 1793 году была выстроена деревянная однопрестольная церковь.
В 1891 году купечество, в частности Тимофей Иванович Серов, обратилось в Рязанскую Духовную Консисторию с просьбой о построении каменного храма в память чудесного избавления Его Императорского Высочества, Государя Наследника, Великого Князя Николая Александровича от смертной опасности в Японии в городе Оцу 29 апреля 1891 года. Для этого были выделены две десятины земли.

Храм в начале 2000-х годов

Строительство храма началось в 1895 году по проекту А. Саблера. Новый храм был освящён 29 ноября 1905 года.
Каменный был в одной связи с колокольней, и имел пять куполов. В нём было три престола: один во имя Покрова Пресвятыя Богородицы, правый — во имя святителя Николая Чудотворца и левый во имя мученицы Татианы. На месте старого храма была построена каменная часовня.

Покровский храм в январе 2012 года

Стоит отметить что храм был построен на новом месте. Старый храм находился в районе улицы Советской. Он был разобран, а на его месте поставлена каменная часовня.
На 1914 год в храме служили: священник Сергей Афанасьевич Цветков (35 лет), дьякон Александр Матвеевич Соколов (25 лет) и псаломщик Иоанн Васильевич Сервилин (39 лет).
Судьба храма после 1917 года неизвестна, по неподтверждённым данным он был закрыт в 1930-е годы. В здании расположили клуб и библиотеку. Были снесены купола, здание разделили на 2 этажа.
В 1991-93 годы здание было отдано духовенству. Масштабное восстановление началось в конце 1990-х годов. Были восстановлены купола и трапезная. Средняя часть храма на момент 2013 года восстанавливается.